# Clarke Scholes
Clarke Currie Scholes, född 25 november 1930 i Detroit, död 5 februari 2010 i Detroit, var en amerikansk simmare.
Scholes blev olympisk mästare på 100 meter frisim vid sommarspelen 1952 i Helsingfors.